# Trofeo Éric Bompard 2015

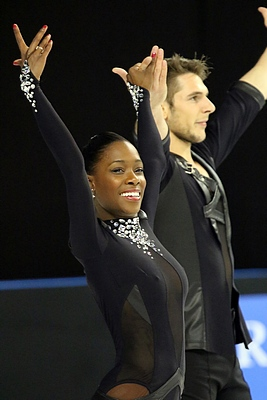
Los patinadores Vanessa James y Morgan Ciprès durante el Trofeo Éric Bompard 2015.

El Trofeo Éric Bompard de 2015 fue una competición internacional de patinaje artístico sobre hielo, la cuarta del Grand Prix de patinaje artístico sobre hielo de la temporada 2015-2016. Organizada por la Federación Francesa de Deportes sobre Hielo, tuvo lugar en Burdeos. Participaron patinadores en las modalidades de patinaje individual masculino, femenino, patinaje en parejas y danza sobre hielo. Las fechas previstas de la competición eran entre el 13 y el 15 de noviembre de 2015, pero el evento se canceló el día 14, antes de concluir los programas y danza libres, a causa del estado de emergencia declarado tras los atentados terroristas en París del 13 de noviembre, a pesar de que tanto la Unión Internacional de Patinaje sobre Hielo como la federación francesa pretendían al principio completarla. Se propuso que los puntos para clasificarse a la Final del Grand Prix de 2015 se distribuyeran a los competidores en función de los resultados del primer segmento de la competición.

## Resultados

### Patinaje individual masculino
| Clasificación | Nombre            | País           | Programa corto |
| ------------- | ----------------- | -------------- | -------------- |
| 1             | Shoma Uno         | Japón          | 89,56          |
| 2             | Maksim Kovtun     | Rusia          | 86,82          |
| 3             | Daisuke Murakami  | Japón          | 80,24          |
| 4             | Denis Ten         | Kazajistán     | 80,10          |
| 5             | Patrick Chan      | Canadá         | 76,10          |
| 6             | Aleksandr Petrov  | Rusia          | 74,64          |
| 7             | Max Aaron         | Estados Unidos | 72,91          |
| 8             | Wang Yi           | China          | 72,08          |
| 9             | Kim Jin-seo       | Corea del Sur  | 71,24          |
| 10            | Chafik Besseghier | Francia        | 68,36          |
| 11            | Romain Ponsart    | Francia        | 62,86          |

### Patinaje individual femenino
| Clasificación | Nombre                  | País           | Programa corto |
| ------------- | ----------------------- | -------------- | -------------- |
| 1             | Gracie Gold             | Estados Unidos | 73,32          |
| 2             | Yúliya Lipnítskaya      | Rusia          | 65,63          |
| 3             | Roberta Rodeghiero      | Italia         | 58,81          |
| 4             | Kanako Murakami         | Japón          | 58,30          |
| 5             | Yelizaveta Tuktamýsheva | Rusia          | 56,21          |
| 6             | Gabrielle Daleman       | Canadá         | 55,35          |
| 7             | Angelīna Kučvaļska      | Letonia        | 53,68          |
| 8             | Angela Wang             | Estados Unidos | 53,60          |
| 9             | Haruka Imai             | Japón          | 47,87          |
| 10            | Brooklee Han            | Australia      | 47,65          |
| 11            | Maé-Bérénice Méité      | Francia        | 46,82          |
| 12            | Laurine Lecavelier      | Francia        | 46,53          |

### Patinaje en parejas
| Clasificación | Nombre                                 | País           | Programa corto |
| ------------- | -------------------------------------- | -------------- | -------------- |
| 1             | Tatiana Volosozhar / Maksim Trankov    | Rusia          | 74,50          |
| 2             | Vanessa James / Morgan Ciprès          | Francia        | 65,75          |
| 3             | Julianne Séguin / Charlie Bilodeau     | Canadá         | 64,95          |
| 4             | Peng Cheng / Zhang Hao                 | China          | 64,10          |
| 5             | Nicole Della Monica / Matteo Guarise   | Italia         | 64,08          |
| 6             | Marissa Castelli / Mervin Tran         | Estados Unidos | 62,63          |
| 7             | Yevguéniya Tarásova / Vladímir Morózov | Rusia          | 62,32          |
| 8             | Miriam Ziegler / Severin Kiefer        | Austria        | 50,56          |

### Danza sobre hielo
| Clasificación | Nombre                                       | País           | Danza corta |
| ------------- | -------------------------------------------- | -------------- | ----------- |
| 1             | Madison Hubbell / Zachary Donohue            | Estados Unidos | 64,45       |
| 2             | Piper Gilles / Paul Poirier                  | Canadá         | 63,94       |
| 3             | Aleksandra Stepanova / Iván Bukin            | Rusia          | 60,64       |
| 4             | Penny Coomes / Nicholas Buckland             | Reino Unido    | 58,34       |
| 5             | Laurence Fournier Beaudry / Nikolaj Sørensen | Dinamarca      | 54,72       |
| 6             | Anna Yanovskaya / Serguéi Mozgov             | Rusia          | 52,88       |
| 7             | Alisa Agafonova / Alper Uçar                 | Turquía        | 47,64       |